# Gérald Fleming
Pour les articles homonymes, voir Fleming.
Gérald Fleming (11 mai 1921 à Mannheim - 25 février 2006) est un historien britannique qui s'est spécialisé sur l'histoire de l'Holocauste.
Il est connu notamment pour avoir réfuté les thèses négationnistes de David Irving et Robert Faurisson.

## Ouvrages
- Hitler and the final solution University of California press 1984  (ISBN 0-520-05103-3)